# Inuktitut
Inuktitut (inuktitut: ᐃᓄᒃᑎᑐᑦ inuktitut, bokstavligen: ’som inuiterna’) är ett språk eller en samling dialekter som tillhör den eskimåisk-aleutiska språkgruppen som talas norr om trädgränsen i Kanada: Newfoundland och Labrador, Québec och i viss mån i nordöstra Manitoba samt i territorierna Nunavut, Northwest Territories (NWT) och av tradition på Yukons kust mot Norra ishavet. Enligt kanadensisk statistik finns det omkring 40 000 talare av inuktitut, varav omkring 200 bor helt eller periodvis utanför de traditionella inuitiska områdena.
Det har status som officiellt språk i Nunavut och Northwest Territories. Det har också rättsligt erkännande i Nunavik – i Québec – mycket tack vare Convention de la Baie-James et du Nord québécois och erkänns i Charte de la langue française som det officiella undervisningsspråket i de inuitiska skoldistrikten i Nunavik. Inuktitut har även en begränsad officiell status i Labrador sedan den federala kanadensiska regeringen och provinsen Newfoundland och Labrador erkänt dess status. För ytterligare information om relationen mellan inuktitut och andra inuitiska språk på Grönland och i Alaska se inuit.

## Dialekter och varianter

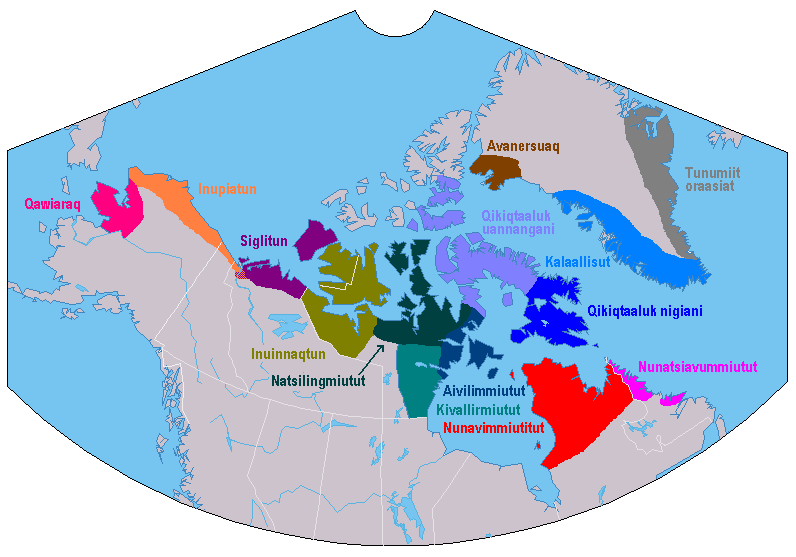
Inuitspråk, olika dialekters och varianters utbredning i Arktis.

### Northwest Territories och Yukon
Inuiterna i Northwest Territories kallar sig själva Inuvialuit och lever i första hand i Inuvialuit Settlement Region, den norra delen av Mackenzieflodens delta, Northwest Territories och Yukons arktiska kust, Banksön, en del av Victoriaön och ytterligare några avlägsna och bara periodvis bebodda arktiska öar. De olika språkvarianterna i Northwest Territories brukar ibland kollektivt benämnas inuvialuktun, vilket är en missvisande generalisering. Inuvialuit består av tre distinkta dialekter:
- Kangirjuarmiutun: Talas i huvudsak i Ulukhaktok och är i stort sett identisk med inuinnaqtun som talas i västra Nunavut.

- Siglitun: Talas i första hand i Paulatuk, Sachs Harbour och Tuktoyaktuk. Siglitun var en gång de största dialekten i Mackenziedeltat, men antalet talare minskade dramatiskt sedan epidemier av nya sjukdomar utbrutit på 1800-talet och under flera år trodde man att siglitun var helt utdött. Först på 1980-talet upptäckte man att dialekten fortfarande talades. (Dorais, PDF: Arctic languages: an awakening, pg. 194)

- Uummarmiutun: Talas i huvudsak i Inuvik och Aklavik. Väsentligen identisk med Alaskadialekten Inupiatun och närvarande i Kanada framför allt då man genom migration från Alaska på 1910-talet flyttade tillbaka till de marker man övergivit under de förödande epidemierna under 1800-talet.

Inuvialuktundialekterna är allvarligt hotade sedan engelska under de senaste åren blivit vardagsspråk i samhällena i NWT. Undersökningar som gjorts ger lite varierande besked men alla ger bilden av att dialekterna inte är livskraftiga. Enligt Inuvialuit Cultural Resource Centre talar bara 10 % av befolkningen någon form av inuktitut och bara 4 % använder språket i hemmet. Statistics Canada folkräkning 2001 ger en något ljusare bild med 765 som uppger sig tala inukitut av en befolkning som uppger sig omfatta 3 905 personer. Med tanke på det stora antalet icke-inuiter som lever i inuvialuitområdena och avsaknaden av en gemensam dialekt bland de återstående talarna, tycks framtiden för inuitspråket i Northwest Territories dyster.

### Nunavut
Nunavut upptar geografiskt det största området i den inuitiska världen (Grönlands obeboeliga inre oräknat). Det omfattar stora delar av det kanadensiska fastlandet och ett stort antal öar, ett enormt område som uppdelas av floder och sund, av Hudson Bay och hav som bara fryser periodvis. Föga förvånande finns i detta område en mångfald av dialekter.
I Nunavut finns fyra officiella språk: engelska, franska, inuktikut och inuinnaqtun, men i vilken utsträckning inuktitut och innuinnaqtun ska betraktas som olika språk är omdiskuterat. I praktiken används ofta inuktitut som gruppbeteckning.
Demografiskt är situationen betryggande i Nunavut. 24 000 inuiter bor i territoriet och 80 % talar inuktitut (2001), varav omkring 3 500 uppges vara enspråkiga. Statistik från 2001 visar att, även om andelen talare är något högre i äldre generationer, så har inuktitut slutat minska i Kanada som helhet och språket kan till och med vara på uppåtgående i Nunavut.
- Inuinnaqtun är en språkvariant som talas i den västra delen av Kitikmeotregionen i Nunavut och i Ulukhaktok i Northwest Territories. Även om det finns flera orsaker att betrakta inuinnaqtun som en egen variant av inuktitut, är dess mest uppenbara kännetecken att den traditionella inuktitut-stavelseskriften inte används. Regeringen i Nunavut betraktar visserligen inuinnaqtun som ett av territoriets officiella språk, men många betraktar istället det helt enkelt som vanlig inuktitut skriven med latinska alfabetet. Den latinska transkriberingen av inuinnaqtun är dock inte densamma som för de västra dialekterna i Nunavut.

- Natsilingmiutut avser flera varianter som talas i Natsilik, den östra delen av Kitikmeot. De som talar dialekten kallar den själva nattilingmiutut. Av dessa varianter betraktas ibland utkuhiksalingmiutut som en egen dialekt. Den talas idag främst i Gjoa Haven men har traditionellt talats i ett större område som även inkluderar Franklin Lake och ett område kring Chantreyviken.

- Kivallirmiutut är en dialekt som talas i Kivalliqregionen och ner till gränsen mot Manitoba.

- Aivilimmiutut talas i det område som traditionellt är känt som Aivilik: Southamptonön och Repulsebukten i Kivalliq och delar av Melvillehalvön i Qikiqtaalukregionen. Inuiterna bosatte sig i området sedan dorsetkulturen försvunnit omkring 1900. Vissa lingvister betraktar aivilimmiutut som så närstående nordbaffin att det inte förtjänar en separat behandling. (Dorais, Arctic languages: an awakening, s 194, PDF)

- Nordbaffin (Qikiqtaaluk uannangani) talas på den norra delen av Baffinön vid Iglulik och angränsande delar av Melvillehalvön samt inuitiska bosättningar i norra Nunavut som Resolute och Grise Fiord. Det är denna dialekt som talas i filmen Atanarjuat.

- Sydbaffin (Qikiqtaaluk nigiani) är dialekten som talas på södra Baffinön inklusive huvudorten Iqaluit. Eftersom mycket av massmedia på inuktitut kommer från just Iqaluit har sydbaffin fått stor spridning under senare år. En del lingvister vill urskilja östbaffin som ytterligare en dialekt på Baffinön.

### Nunavik
I Québec bor uppskattningsvis 10 000 inuiter. Så gott som alla bor i Nunavik, där 90 % av befolkningen enligt folkräkningen 2001 talade inuktitut.
Nunavikdialekten (nanuvimmiutitut) ligger relativt nära sydbaffin, men är inte helt identisk med den. Gränsen mellan Nunavik och Nunavut har gjort att Nunavik har en annan regering och andra utbildningsorgan än de andra inuktitutregionerna. Standardiseringen av Nunavikdialekten har gjort den något olik andra former av inuktitut. Inuktitut kallas på denna dialekt inuttitut och ibland även tarramiutut eller taqramiutut.

### Nunatsiavut
Nunatsiavutdialekten (nunatsiavummiutut, i officiella handlingar ofta kallad labradorimiutut) talades ursprungligen över hela norra Labrador. Den har ett eget skriftsystem som skapades av herrnhutistmissionärer från Grönland på 1760-talet. Denna egenhet och det relativt isolerade läge som Nunatsiavut har gentemot andra inuitiska samhällen har gjort att det blivit en egen dialekt med en egen litterär tradition. Nunatsiavummiut kallar sitt språk inuttut.
I Nunatsiavut bor enligt egen uppgift fler än 4 000 invånare med inuitisk härkomst, men bara 550 uppgav inuktitut som modersmål vid folkräkningen 2001, de flesta boende i Nain. I Labrador är alltså inuktitut ett hotat språk.
En separat Nunatsiavutdialekt som ska ligga betydligt närmare de västra inuktitutdialekterna talades kring Rigolet. Enligt en nyhetsuppgift hade dialekten bara tre äldre talare 1999. 

## Fonologi och fonetik
De östkanadensiska inuktitutdialekterna har femton konsonanter och tre vokaler (som kan vara långa eller korta). Konsonanterna har fem artikulationsställen: bilabial, alveolar, palatal, velar och uvular; samt tre artikulationssätt: tonlös klusil, tonande approximanter och nasaler samt ytterligare två ljud - tonlösa frikativor. 
Natsalingmiutut har ytterligare en konsonant /ɟ/, ett rudiment av de retroflexa konsonanter som fanns i förinuitiska. Inuinnaqtun har en konsonant färre, då distinktionen mellan /s/ och /ɬ/ ej längre upprätthålls, utan dessa realiseras båda som /h/. Inuktitutdialekterna har uteslutande tre vokaler, men vokallängd är distinktiv. Innujingajut, den standardiserade latinska transkriberingsformen i Nunavut, skriver långa vokaler med dubbel vokal.
| Vokaler                    | Vokaler | Vokaler      | Vokaler   |
| -------------------------- | ------- | ------------ | --------- |
|                            | IPA     | inuujingajut | Allofoner |
| Kort öppen främre orundad  | /a/     | a            |           |
| Lång öppen främre orundad  | /a:/    | aa           |           |
| Kort sluten främre orundad | /i/     | i            | [e], [ɛ]  |
| Lång sluten främre orundad | /i:/    | ii           |           |
| Kort sluten bakre rundad   | /u/     | u            | [o], [ɔ]  |
| Lång sluten bakre rundad   | /u:/    | uu           |           |

| Konsonanter ({inuujingajut} och /IPA/) | Konsonanter ({inuujingajut} och /IPA/) | Konsonanter ({inuujingajut} och /IPA/) | Konsonanter ({inuujingajut} och /IPA/) | Konsonanter ({inuujingajut} och /IPA/) | Konsonanter ({inuujingajut} och /IPA/) | Konsonanter ({inuujingajut} och /IPA/) |
| -------------------------------------- | -------------------------------------- | -------------------------------------- | -------------------------------------- | -------------------------------------- | -------------------------------------- | --- |
|                                        | Labial                                 | Alveolar                               | Palatal                                | Velar                                  | Uvular                                 | Noter |
| Tonlös klusil                          | {p} /p/                                | {t} /t/                                |                                        | {k} /k/                                | {q} /q/                                | - Alla klusiler är oaspirerade - /q/ skrivs tidvis {r} |
| Tonlös frikativa                       |                                        | {s} /s/ {ł} /ɬ/ ({h} /h/)              |                                        |                                        |                                        | - /ɫ// skrivs ofta som {&} eller helt enkelt som {l} - /h/ ersätter /s/ i kivallirmiutut och natsilingmiutut; i inuinnaqtun ersätter det både /s/ och /ɫ/.                                                                                                  |
| Tonande                                | {v} /v/                                | {l} /l/                                | {j} /j/ ({j} /ɟ/)                      | {g} /g/                                | {r} /ʁ/                                | - /ɟ/ som saknas i de flesta av dialekterna, skrivs inte ut - /g/ realiseras som [ɣ] i siglitun, och samma form uppträder som allofon intervokaliskt eller mellan vokal och approximant, även i andra dialekter. - /ʁ/ assimileras till [ɴ] framför nasaler |
| Nasal                                  | {m} /m/                                | {n} /n/                                |                                        | {ng} /ŋ/                               |                                        | - Ett geminerat /ŋ/ skrivs {nng} |

## Morfologi och syntax
Inuktitut, liksom andra agglutinerande eskimåisk-aleutiska språk, har ett rikt morfologiskt system där en serie olika morfem kan läggas till en ordstam. Alla ord inleds med ordstammen, som även kallas för rotmorfem, till vilket andra morfem, så kallade suffix, läggs. Inuktitut har hundratals suffix, vissa dialekter så många som 700. Dessa suffix har dock en mycket enhetlig form, i motsats till de böjningsformer som uppträder i flekterande språk som till exempel svenska.

## Skriftspråk
Inukitut kan skrivas på flera olika sätt, beroende såväl på dialektala och regionala skillnader som på historiska och politiska faktorer.
De första som skrev på inuktitut var några herrnhutismmissionärer, vilka utvecklade ett skriftspråk med latinska bokstäver för språkvarianter på Grönland och i Labrador, bl.a. användes tecknet ĸ. På Grönland har skriften på senare tid genomgått en omfattande omarbetning, vilket gör att denna skrift numera enbart används i Nunatsiavummiutut på Labrador. De flesta inuktituttalare i Nunavut och Nunavik använder idag en inuitisk stavelseskrift baserad på Kanadas inhemska skriftsystem.
I Northwest Territories och de västra delarna av Nunavut används inuinnagtun, ett skriftsystem med latinska bokstäver, som skapades av de missionärer som verkade i området i slutet av 1800- och början av 1900-talet.

## Kanadensisk stavelseskrift

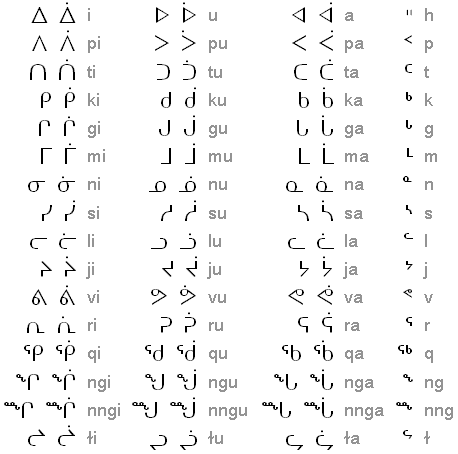
Stavelseskriften som används för att skriva inuktitut (titirausiq nutaaq). Tecken försedda med prick betecknar långa vokaler som transkriberade skrivs med dubbla vokaler.

Den inuktitutska stavelseskriften i Kanada utgår från creeindianernas stavelseskrift som skapades av missionären James Evans. Den skrift som används idag antogs av det Inuitiska kulturinstitutet i Kanada på 1970-talet. Inuiterna i Alaska, Inuvialuit, inuinnagtuntalare och inuiterna på Grönland och i Labrador använder det latinska alfabetet, även om det anpassats efter deras behov på olika sätt.
Även om inuiternas skriftsystem av tradition kallas för en stavelseskrift, så klassificerar somliga det som en abugida, det vill säga ett skriftsystem där många stavelser med samma inledande konsonant har glyfer med gemensam konsonantbas med olika alternationer för att representera stavelsens vokal.
Alla tecken i inuktitutskriften finns i Unicodes Unified Canadian Aboriginal Syllabics character table.